# Nedjeljom ujutro, subotom navečer
"Nedjeljom ujutro, subotom navečer" je hrvatska humoristična serija redatelja Predraga Ličine. Snimanje serije počelo je 10. travnja 2012., a trajalo do kraja lipnja 2012.

## Radnja
Kao što sam naslov nagovještava, serija donosi priču o skupini mladića i djevojaka čiji subotnji provodi završavaju nevjerojatnim avanturama. Svaka od priča počinje u nedjeljno jutro, u kojem zateknemo naše junake u neobičnim situacijama, da bi se nakon toga vratili u subotnje kasno poslijepodne, večer i noć te otkrili koji je slijed događaja doveo do takve nedjeljne posljedice. Na samom kraju svake epizode vraćamo se u nedjeljno jutro da bismo vidjeli rasplet priče.

## Glumačka postava
| Glumac             | Lik            |
| ------------------ | -------------- |
| Igor Kovač         | Hans           |
| Iva Babić          | Sonja          |
| Filip Riđički      | Filip          |
| Dado Ćosić         | Srbin          |
| Iva Mihalić        | Tina           |
| Marina Redžepović  | Irena          |
| Ivo Gregurević     | Nedeljković    |
| Asja Jovanović     | Hansova baka   |
| Ksenija Marinković | Filipova mama  |
| Lela Margitić      | Gospođa Lungić |
| Vinko Kraljević    | Hofman         |
| Dušan Bućan        | Goc            |
| Mirna Medaković    | Maja           |
| Jasmin Telalović   | Kemija         |
| Anže Zevnik        | Damjan         |

## Vanjske poveznice
- Službena Facebook stranica